# Chrząchów

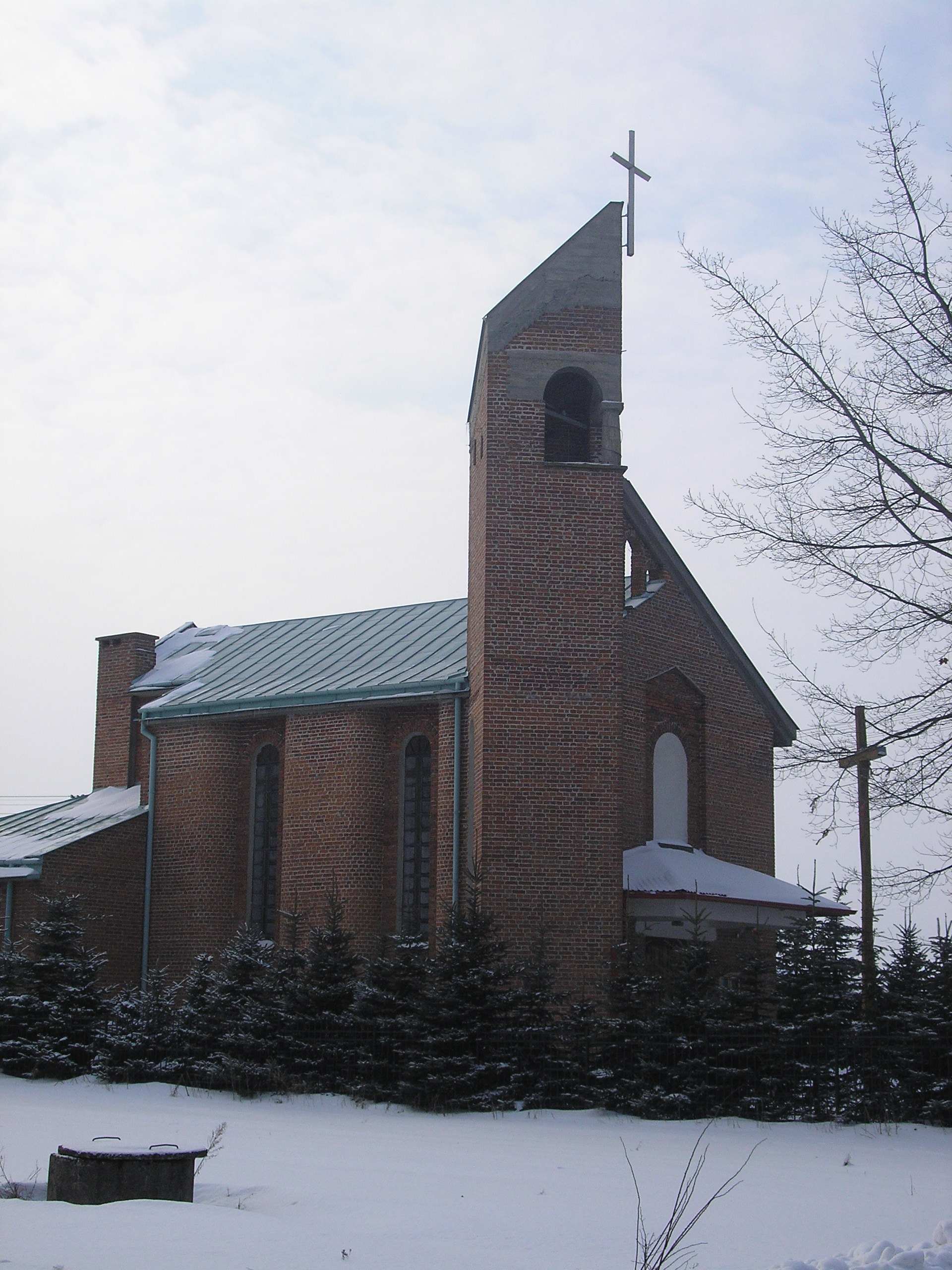
Chrząchów, Kirche

Chrząchów ist ein Dorf in der Stadt-Land-Gemeinde Końskowola im südöstlichen Polen. Es liegt an der Kurówka im Powiat Puławski der Woiwodschaft Lublin, nahe Kurów.

## Geschichte
Die erste urkundliche Erwähnung des Ortes entstammt dem 15. Jahrhundert, im Jahr 1430 wurde der Ritter Mikołaj als der Besitzer des Dorfes verzeichnet. Die archäologischen Ausgrabungen deuten jedoch darauf hin, dass der Ort zwischen dem 10. Jahrhundert und dem 13. Jahrhundert entstanden ist. Im Jahr 1827 zählte das Dorf 335 Einwohner.
Im Ersten Weltkrieg wurde Chrząchów von österreichischen Truppen komplett niedergebrannt. Während des Zweiten Weltkriegs wurde es am 10. September 1939 von der deutschen Luftwaffe bombardiert.